# رشته‌کوه جومگل
رشته‌کوه جومگل (به لاتین: Jumgal Too) یک رشته‌کوه و کوه در قرقیزستان است که در استان نارین واقع شده‌است. رشته‌کوه جومگل ۴٬۱۲۱ متر بالاتر از سطح دریا واقع شده‌است.